# Rhynchaenus fagi
Rhynchaenus fagi är en skalbaggsart som först beskrevs av Carl von Linné 1758.  Rhynchaenus fagi ingår i släktet Rhynchaenus, och familjen vivlar. Arten är reproducerande i Sverige.

## Bildgalleri

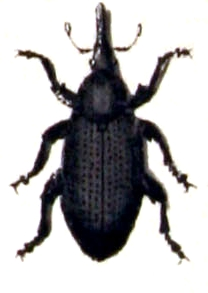
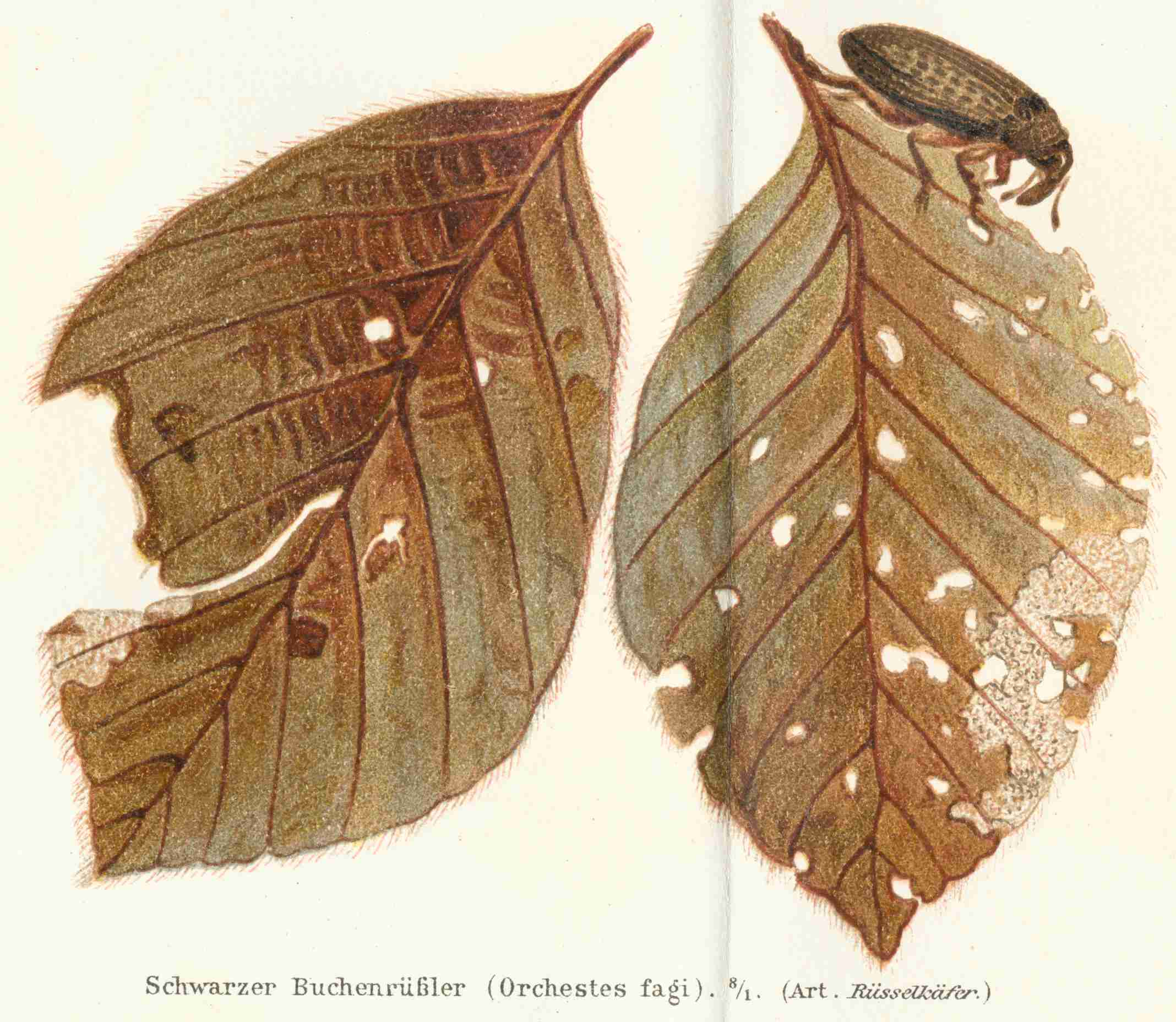
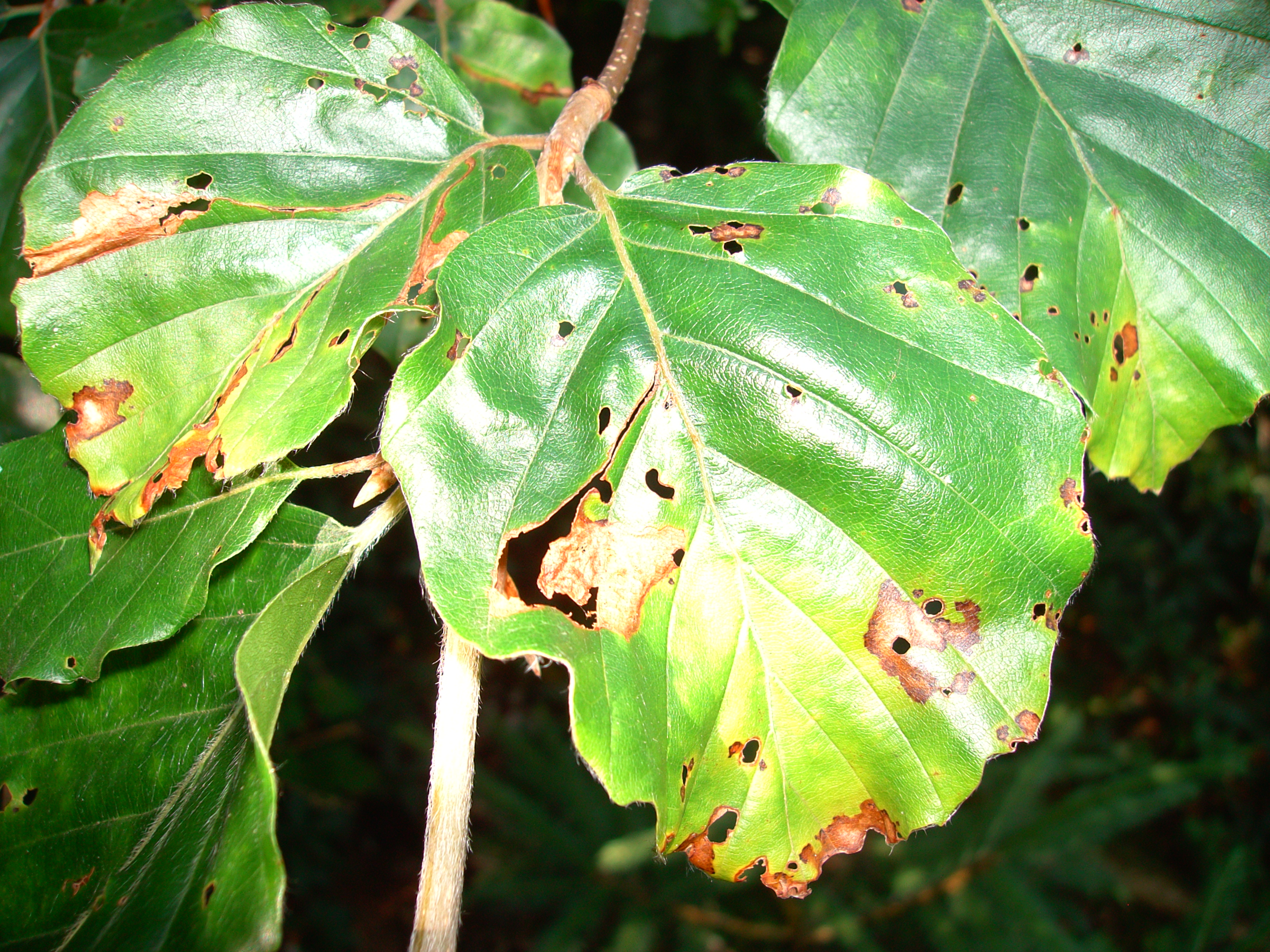